# Robinson R66
El Robinson R66 es un helicóptero monomotor bipala para cinco pasajeros, diseñado y fabricado en Estados Unidos por Robinson Helicopter Company (RHC).  El R66 es algo más rápido y grande que el Robinson R44. También es el primer helicóptero diseñado por Robinson que dispone de un compartimento de carga separado. El R66 recibió su certificado de aeronavegabilidad y de producción por parte de la FAA el 25 de octubre de 2000, empezándose a entregar en noviembre de 2010. El 29 de julio de 2020 se llegó a las 100 unidades de este modelo entregadas por la compañía.

## Desarrollo
El R66 es un helicóptero monomotor, con un rotor principal bipala, y un rotor de cola también bipala. Fue anunciado en 2007, siendo el primer helicóptero de turbina fabricado por la compañía, con la finalidad de extender su gama de productos y competir con los helicópteros fabricados por Bell Helicopter y Eurocopter. El diseño del R66 se basa en el helicóptero R44, propulsado a pistón. Al no existir un motor turboeje que encajase en el R66, Rolls-Royce desarrolló un nuevo modelo, el Rolls-Royce RR300.
Al igual que el R22 y el R44, el R66 está diseñado para ser fiable, económico y fácil de mantener, además de tener unas buenas prestaciones para el vuelo. Otra de las novedades que la compañía introdujo en este modelo a diferencia de sus antecesores es un espacioso compartimento de equipaje.

### Motor
El Rolls-Royce RR300 fue diseñado específicamente para el R66. Este es un motor potente, sencillo y altamente confiable. Cuenta con más de 1,2 millones de horas de vuelo sin reportar ningún fallo de motor. Este motor cuenta con una unidad de monitoreo del motor (EMU) que registra continuamente las RPM del generador de gas y de la turbina de potencia, el par motor y la temperatura del gas.
Al igual que la mayoría de los motores de aeronaves, el RR300 funciona con combustible Jet A, pudiendo almacenar hasta 73,6 galones de este.

### Mejoras en el interior de la cabina
La cabina cuenta con un sistema de aire acondicionado que permite el flujo de aire frío tanto en la parte delantera como en la parte trasera. Este sistema pesa 42 libras y tiene una capacidad de enfriamiento de 17000 BTU/h. Además, cuenta con la posibilidad de montar una consola central trasera. De este modo, al montarla se perdería el asiento central trasero, pero este puede volver a montarse cuando sea necesario.

## Características
Entre sus características más destacadas, cabe mencionar:
- El sistema de rotor de dos palas hace que no sean necesarios amortiguadores y puntales hidráulicos para el movimiento de batimiento de las palas. Se trata de un rotor semi-rígido (excentricidad nula), con el eje de batimiento coincidiendo con el eje de giro.
- Al tratarse de un helicóptero bipala, es necesario un mecanismo de estabilización.
- Las palas del rotor están construidas con aluminio y acero inoxidable, minimizando el desgaste ambiental.
- Cuenta con controles de potencia hidráulica que eliminan tanto la vibración del brazo como las fuerzas de retroalimentación (feedback forces).
- Cuenta con un freno de rotor que permite al piloto detener los rotores rápidamente, reduciendo el tiempo de parada y el riesgo de lesiones de los pasajeros y del personal de tierra.
- El compartimento de equipaje tiene una capacidad de 300 lb (18 pies cúbicos).

### Seguridad
El Robinson R66 cumple con las últimas regulaciones de resistencia a choques de la FAA, incluidos sus asientos y tanques de combustible, ya que estos absorben energía y son resistentes a impactos respectivamente.

## Servicio
Este helicóptero no requiere mantenimiento entre los servicios de inspección que se realizan cada 100 horas de vuelo. Esto se debe a que los sistemas de transmisión del rotor principal y de cola utilizan acoplamientos flexibles que no necesitan mantenimiento.
Los controles primarios del helicóptero se activan mediante tubos push-pull y manivelas de campana que eliminan cables y poleas.
En cuanto al Time-Between Overhaul (TBO) es de 2000 horas o doce años para la estructura del helicóptero y de 2000 horas o 3000 ciclos de arranque para el motor. Los componentes del helicóptero con una vida útil limitada presentan una vida útil aprobada mediante ensayos en torno a las 2000 horas.

## Especificaciones
| ROBINSON R66                       | ROBINSON R66       |
| ---------------------------------- | ------------------ |
| MTOW (configuración estándar)      | 1225 kg            |
| Carga útil                         | 640 kg             |
| Potencia máxima (continua)         | 1x224 shp (167 kW) |
| Diámetro rotor principal           | 10,0584 m          |
| Diámetro rotor secundario          | 1,524 m            |
| Alcance                            | 650 km             |
| Velocidad máxima                   | 231,75 km/h        |
| Velocidad rotacion rotor principal | 412 rpm            |
| Techo de vuelo absoluto            | 4267,2 m           |